# Punkt 6
Punkt 6 ist eines der drei Morgenmagazine bei RTL, das seit dem 28. März 2022 als Neuauflage des von 1997 bis 2013 unter diesem Namen gesendeten Programms ausgestrahlt wird und damit das zuvor ausgestrahlte Magazin Guten Morgen Deutschland ersetzt hat.

## Geschichte
Die Sendung startete am 1. September 1997 und wurde bis zum 27. Februar 2009 von 6:00 Uhr bis 7:00 Uhr ausgestrahlt. Ab dem 2. März 2009 wurde die Sendezeit schließlich um eine halbe Stunde verlängert. Bis zur Fußball-Weltmeisterschaft 2006 existierte eine Astroshow, die von Antonia Langsdorf moderiert wurde.
Im Juni 2013 wurde bekannt, dass durch Umstrukturierungen im Morgenprogramm die Sendung im Herbst 2013 eine Stunde länger dauern und Guten Morgen Deutschland heißen soll. Im August 2013 wurde Punkt 6 eingestellt. Letzter Sendetermin war am 23. August 2013.
Im Februar 2022 wurde bekannt gegeben, dass Guten Morgen Deutschland im April durch neue Versionen von Punkt 6, Punkt 7 und Punkt 8 ersetzt werden soll. Ende März 2022 gab RTL bekannt, das Rebranding bereits zum 28. März erfolgen zu lassen, zunächst aus dem bisherigen Studio mit den bisherigen Moderatoren, jedoch bereits mit neuer Studioeinrichtung. Im September 2022 erhielt die Sendung ein neues Studio.

## Inhalt
Die Sendung wird montags bis freitags von 6:00 Uhr bis 7:00 Uhr live aus Köln übertragen und von jeweils zwei Moderatoren präsentiert. Die Sendung setzt sich aus Nachrichten, Themen aus Politik, Sport und Boulevard sowie Tipps aus dem Servicebereich zusammen. Nachrichten aus aller Welt gibt es zur vollen Stunde, darauf folgen die Ereignisse aus dem Sportbereich und der Wetterbericht. Zur halben Stunde gibt es einen Schnellüberblick der wichtigsten Themen sowie zum Sendungsbeginn die ausführlichen Nachrichten aus aller Welt.

## Moderation der Neuauflage 2022

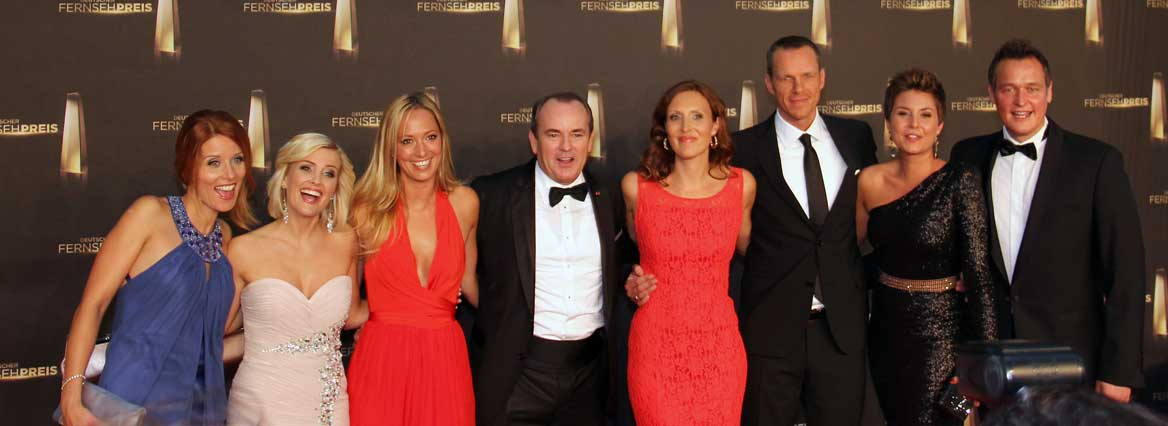
Das damalige Team von Punkt 6 beim Deutschen Fernsehpreis 2012

### Moderatoren
| Moderator/in              | Jahre                     | Moderationspartner        |
| Aktuelle Hauptmoderatoren | Aktuelle Hauptmoderatoren | Aktuelle Hauptmoderatoren |
| ------------------------- | ------------------------- | ------------------------- |
| Daniel Fischer            | seit 2022                 | Finger-Erben              |
| Angela Finger-Erben       | seit 2022                 | Fischer                   |
| Annett Möller             | seit 2022                 | Beeck                     |
| Simon Beeck               | seit 2022                 | Möller                    |
| Vanessa Civiello          | seit 2022                 | Andresen                  |
| Jan Malte Andresen        | seit 2024                 | Civiello                  |
| Annika Lau                | seit 2022                 | Vertretung                |
| Ehemalige Moderatoren     |                           |                           |
| Roberta Bieling           | 2022                      | Vertretung                |
| Maurice Gajda             | 2022–2023                 | Vertretung                |
| Marco Schreyl             | 2022–2023                 | Hauptmoderator            |
| Daniela Will              | 2022–2023                 | Wechsel zu ntv Service    |
| Katja Burkard             | 2025                      | Vertretung                |

### Wettermoderatoren
| Moderator/in          | Jahre     |
| --------------------- | --------- |
| Melanie Haselhoff     | seit 2022 |
| Janique Johnson       | seit 2022 |
| Paul Heger            | seit 2024 |
| Ehemalige Moderatoren |           |
| Eva Imhof             | 2022–2023 |
| Angela Braun          | 2022–2024 |

### Society-Experten
| Moderator/in       | Jahre     | Funktion         |
| ------------------ | --------- | ---------------- |
| Steffi Brungs      | seit 2022 | Society-Expertin |
| Aleksandra Bechtel | seit 2022 | Society-Expertin |
| Michael Begasse    | seit 2022 | Royal-Experte    |
| Sebastian Klimpke  | seit 2023 | Society-Experte  |
| Luisa Hillmeier    | seit 2024 | Society-Expetrin |

### Das Thema am Morgen-Reporter
| Moderator/in        | Jahre     |
| ------------------- | --------- |
| Sebastian Auer      | seit 2022 |
| Angela Finger-Erben | seit 2022 |
| Madeline Zilch      | seit 2023 |
| Fiona Wagner        | seit 2023 |
| Max Hanke           | seit 2024 |

## Moderation der Erstauflage 1997
| Moderator/in        | Jahre     | Bemerkungen                 |
| ------------------- | --------- | --------------------------- |
| Birte Karalus       | 2000–2002 |                             |
| Alexa Iwan          | 1997–2003 |                             |
| Ilka Eßmüller       | 1997–2005 |                             |
| Petra Neftel        | 2001–2006 |                             |
| Birgit von Bentzel  | 2001–2006 |                             |
| Ann-Katrin Schröder | 2005–2006 |                             |
| Leonard Diepenbrock | 2002–2009 |                             |
| Sebastian Höffner   | 2009–2010 | Nebenmoderator              |
| Wolfram Kons        | 1997–2013 | Hauptmoderator              |
| Roberta Bieling     | 2000–2013 | Hauptmoderatorin            |
| Miriam Lange        | 2007–2013 | Haupt- und Nebenmoderatorin |
| Angela Finger-Erben | 2009–2013 | Nebenmoderatorin            |
| Jennifer Knäble     | 2009–2013 | Haupt- und Nebenmoderatorin |
| Patrick Wulf        | 2013      | Nebenmoderator              |
| Bernd Fuchs         | 1997–2013 | Wetter / Nebenmoderator     |
| Maxi Biewer         | 1997–2013 | Wetter                      |
| Eva Imhof           | 2010–2013 | Wetter                      |
| Kim Friedrichs      | 2011–2013 | Wetter (Vertretung)         |
| Tina Kraus          | 2011–2013 | Wetter (Vertretung)         |
| Tanja Bülter        | 2006–2008 | Society-Expertin            |
| Vanessa Blumhagen   | 2008–2013 | Society-Expertin            |
| Michael Begasse     | 2008–2013 | Royal-Experte               |

## Auszeichnungen und Nominierungen
- 2012: Nominierung für den Deutschen Fernsehpreis der Kategorie Publikumspreis: Frühstücksfernsehen